# The Loyalty of Don Luis Verdugo
The Loyalty of Don Luis Verdugo è un cortometraggio del 1911. Non si conosce il nome del regista. Il film fu prodotto dalla Kalem Company e interpretato da Carlyle Blackwell, Alice Joyce e George Melford.  Le riprese furono effettuate in California a Casa Verdugo a Glendale e il film uscì nelle sale il 10 maggio 1911.

## Trama
Nella hacienda californiana di don Verdugo, arriva l'esercito USA che prende possesso dei territori californiani. Tutti i messicani e gli spagnoli devono ammainare le bandiere messicane e issare quella degli Stati Uniti. Don Verdugo rifiuta di farlo e rifiuta anche di dare il suo consenso al fidanzamento della figlia con un tenente di cavalleria degli USA. Tempo dopo, la tenuta viene attaccata dagli indiani e Maria, la figlia di don Verdugo, corre a chiedere aiuto ai soldati che, accorrendo subito, salvano tutti i residenti. A questo punto, don Verdugo rivede le sue rigide posizioni e dà non solo il consenso al matrimonio di Maria, ma accetta anche la bandiera americana.

## Produzione
Il film fu prodotto dalla Kalem Company: le riprese furono effettuate in California a Casa Verdugo a Glendale.

## Distribuzione
Il film - un cortometraggio in una bobina - uscì nelle sale il 10 maggio 1911, distribuito dalla General Film Company.